# Joseph Fränkel (Bauunternehmer)
Joseph Fränkel auch Joseph Fraenkel (* 13. Januar 1828 in Beuthen; † 29. September 1906 in Berlin) war ein deutscher, gerichtlich bestellter Bausachverständiger, Bauunternehmer und Privatbaumeister des 19. und 20. Jahrhunderts. Er war in Berlin tätig.

## Leben
Nach seiner Maurerlehre besuchte der Jude Fränkel u. a. Venedig und Paris, wo er als Maurergeselle an den Bauarbeiten am Palast Chateau Madrid am Bois de Boulogne beteiligt war. 1860 heiratete Joseph Fränkel Clara Benda – Tochter des Buchhändlers J. Benda – aus deren Ehe die Kinder Max und Alice hervorgingen.
Gemeinsam mit Moses Jacob Bodenstein errichtete er 1884 eine Stiftung, die die „Gesellschaft zur Verbreitung der Handwerke und des Ackerbaues unter den Juden im preußischen Staate“ unterstützte.

## Unternehmen
Im Jahre 1859 gründete der damalige Maurermeister und Baumeister in Berlin W 62 sein Bauunternehmen, das in der Folgezeit eigene wie auch die Entwürfe zahlreicher Architekten umsetzte.

## Arbeiten und Entwürfe (Auswahl)
- 1903–1904: Synagoge „Friedenstempel“ mit Religionsschule und Schulbaracke Rykestraße 53 in Berlin nach einem Entwurf von Johann Hoeniger, (Ausführung)[8]
- 1905: Neu- und Umbau der seit 1852 bestehenden Wohnhäuser Sophienstraße 18 für den „Berliner Handwerker Verein“, gemeinsam mit Theodor Kampffmeyer (1856–1913)[9]
- 1907–1908: Haus Westend in Berlin-Westend, Ebereschenallee 16 nach den Plänen des Architekten Bruno Paul (1874–1968), (Ausführung)[10]
- 1908: Landhaus Tanusstraße 7 in Berlin-Grunewald nach den Plänen des Architekten Fritz Behrendt (1877–1967) für den Verleger Hermann Ullstein (1875–1943), (Ausführung)[11]
- 1909–1914: Geschäftshaus Krausenstraße 17 und 18 in Berlin nach den Plänen des Architekten Friedrich Kristeller, (Ausführung)[12]
- 1909–1914: Geschäftshaus Schützenstraße 65 und 66 in Berlin nach den Plänen des Architekten Friedrich Kristeller, (Ausführung)[13]
- 1910–1911: Friedrichstraße 101 und 102 in Berlin 101 und 102 nach den Plänen des Architekten Heinrich Schweitzer (1871–1953), (Ausführung)[14]
- um 1912: Landhaus Rheinbabenallee 33 in Berlin nach einem Entwurf des Architekten Franz Friedenstein, (Ausführung Fa. Joseph Fränkel/Fa. Joseph Fraenkel)
- 1913–1914: Villa „Landhaus Andreae“, Kronberger Straße 7–9 (gelegen auch: Hubertusbader Straße 28 und Reuterstraße 2–4) in Berlin nach den Plänen der Architektensozietät Alfred Breslauer und Paul Salinger (1865–1942), (Ausführung)[15]
- 1915–1923: Preußisches Geheimes Staatsarchiv Archivstraße 11–15 (gelegen auch: Im Winkel und Koserstraße) nach den Plänen des Oberbaurats Eduard Fürstenau (1862–1938), (Ausführung)[16]
- 1916–1920: Erweiterung des Gertrauden–Lyzeum, Im Gehege 6 und 8 in Berlin-Dahlem nach den Plänen des Architekten Heinrich Schweitzer, (Ausführung)[17]
- 1927–1929: "Landhaus Heidemann", Griegstraße 5/7 in Berlin-Grunewald nach den Plänen der Architekten Breslauer & Salinger für den Fabrikanten Siegfried Heidemann, (Ausführung)[18]
- 1928: Umgestaltung der Zuckerwarenfabrik Konrad-Wolf-Straße 82, 83 und 84 (gelegen auch Simon-Bolivar-Straße 1 und 2) nach den Plänen des Architekten Joseph Fraenkel, (Ausführung) Hermann Raebel und Joseph Fraenkel[19]